# Tivives (Schiff)
Die Tivives war ein Kühlschiff mit hoher Passagierkapazität, das 1911 von Workman, Clark & Company, Ltd. in Belfast an die United Fruit Company (UFC) abgeliefert wurde und anfangs unter britischer Flagge fuhr.

## Geschichte
Das Kühlschiff lief am 1. August 1911 als Peralta vom Stapel, hatte die Baunummer 304 und wurde vor der Fertigstellung in Tivives umbenannt. Am 6. Januar 1912 nahm es seinen Dienst zwischen New York und Limon, Costa Rica, auf. Nach dem Beginn des Ersten Weltkrieges in Europa hisste das Schiff die Flagge der Vereinigten Staaten und im Juli 1918 wurde es von der US-Marine gechartert, mit je einer 5-Zoll-Kanone und einer 3-Zoll-Kanone bewaffnet und fuhr mit einer Besatzung von 91 Mann bis zum April 1919 als USS Tivives. Es begann seinen Dienst als Versorger, wurde mit Rindfleisch und Lastwagen beladen und einem Konvoi nach Frankreich zugeteilt, der nach 23 Tagen am 28. Juli St. Nazaire erreichte. Hier löschte die Tivives die Ladung.
Am 26. August erreichte sie wieder New York und machte weitere Reisen als Versorger, beladen mit Fleisch und anderen Versorgungsgütern für die Soldaten, die sie nach Frankreich transportierte.
Am 25. April 1919 wurde sie von der US Navy außer Dienst gestellt und es erfolgte die Rückkehr in den kommerziellen Dienst für die UFC. Danach fuhr die Tivives bis zum Zweiten Weltkrieg wieder bei der United Fruit Company. 1921 wurde die Tivives von Kohle auf Öl umgestellt. 1933 erfolgten weitere Umbauten im Maschinenbereich und auch bei den Passagiereinrichtungen. Im Mai 1942 wurde sie an die War Shipping Administration (WSA) in New Orleans überstellt und fuhr wieder als Versorger für die US-Navy.
Am 21. Oktober 1943 wurde sie im Konvoi MKS 28 im Mittelmeer von deutschen Flugzeugen vom Typ Junkers Ju 88A-4 des Kampfgeschwaders 26 versenkt. Das Schiff befand sich vor der Küste von Algerien, als der Konvoi angegriffen und beschossen wurde. Die Tivives wurde schwer getroffen und sank schnell. Je einer der 48-köpfigen zivilen Besatzung und der 25-köpfigen Marinewache kamen dabei ums Leben. Die Überlebenden wurden von der Korvette HMS La Malouine gerettet.

## Schiffsbeschreibung
Die Schiffe waren mit einer Länge von 115,4 m, einer Breite von 15,3 m, Seitenhöhe von 8,9 m und einem Tiefgang von 6,5 m mit rund 5000 BRT vermessen. Die luxeriösen Kabineneinrichtungen für rund 100 Passagiere waren in klimatisierten Suiten und Kabinen unterteilt. Der Antrieb bestand aus einer Dreifach-Expansionsdampfmaschine mit 3.500 PS, der von fünf einseitigen Zylinderkesseln mit Kohlenfeuerung gespeist wurde. Damit fuhr das Schiff eine Dienstgeschwindigkeit von 12,5 Knoten, maximal 14 Knoten.
Der Einsatz von Kälteanlagen auf Schiffen steckte noch in den Kinderschuhen und um 1900 waren nur wenig Schiffe mit Ladungskühlanlagen für Früchte in Betrieb. Die United Fruit Company hatte erste Erfahrungen mit der Venus gesammelt, ein ehemaliges Hamburg-Süd-Schiff, dass zum Kühlschiff umgebaut wurde, um Versuche mit gekühlter Bananenladung zu sammeln. Es waren überwiegend Kühlschiffe für den Fleischtransport, die das für Menschen „giftige“ Kältemittel Ammoniak nutzten. Die Ladungskühlanlagen der Tivives verwendete Kohlendioxid (CO2) als Kältemittel. Daher konnte das gesamte Kältesystem bis auf die Verdampfer in dem Maschinenraum installiert werden, anstatt in einem separaten Deckshaus wie bei den Fleisch-Kühlschiffen. Alle Laderäume wurden mit Kork isoliert und mit elektrischen Lüftern ausgestattet, um die Bananen mit kalter Luft zu kühlen.
Die neuen Schiffe der United Fruit Company erhielten vier wasserdichte Schotten und die vier Laderäume mit einem nutzbaren Laderauminhalt von 160.000 ft³ bot Platz für 50.000 Bananenstauden. Die Laderäume wurden so ausgestattet, dass sie auch schwere Ladungen wie Baumaschinen für den Bau des Panamakanals und die Ausrüstungen der neuen Bananenplantagen aufnehmen konnten.

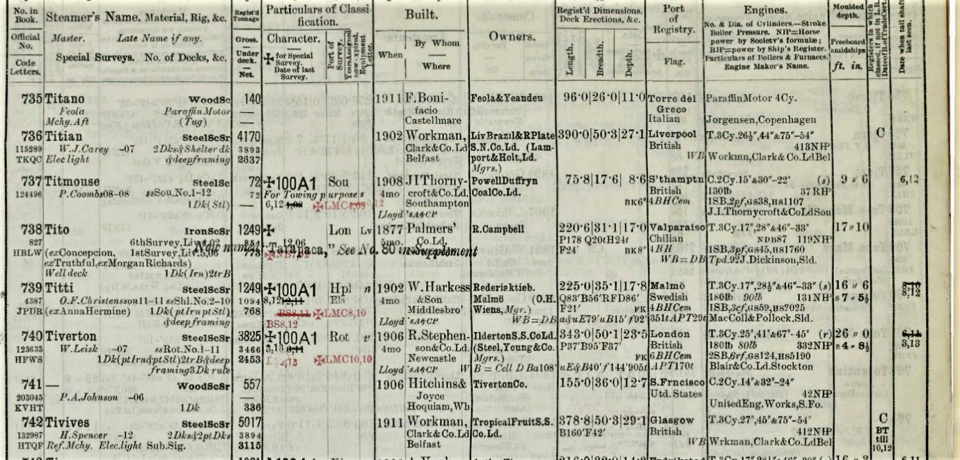
Eintrag bei Lloyds Register

## Schiffe der Hamburg-Amerika-Linie im Atlas-Dienst
Die United Fruit Company hatte wenig Erfahrungen im Passagiergeschäft. Daher analysierte die United Fruit die Daten, Leistungen und Ausstattungen der Schiffe, die von der Hamburg-Amerika-Linie in der Atlas Line im Westindien-Dienst eingesetzt wurden. Die United Fruit Company hatte durch die Beteiligung an der Atlantic Fruit Company außerdem eine indirekte Einsicht in den Atlas-Dienst der Hamburg-Amerika-Linie.
Die Hapag hatte 1901 die englische Atlas Line aus Liverpool gekauft, die die beiden ältesten Fahrtziele der Hapag, New York und Westindien, verband. Die Atlas Line, die seit Jahrzehnten von New York aus zu den Westindischen Inseln fuhr, hatte in diesem Fahrtgebiet viel Erfahrungen im Fracht- und Passagierdienst. Die Besonderheit in diesem Dienst war, dass der Betrieb der Schiffe mit ihren hochwertigen Einrichtungen der Ersten Klasse genug Einnahmen einfuhren, um einen Gewinn aus dem gesamten Schiffsbetrieb zu erzielen. Daher hatten auch die Tivives und ihre Schwesterschiffe ebenso wie die späteren Schiffe der Mail-Klasse nur Erste-Klasse-Kabinen. Mit den Kälteanlagen und einfachen Rheostaten ausgestattet, erfolgte in den Kabinen und öffentlichen Räumen der Tivives eine Klimatisierung, zu dieser Zeit bei der Schiffsgröße ein seltener Luxus. Auch die Kabinenbeleuchtung konnte nach Belieben gedimmt werden, und jede Kabine hatte ein eigenes Bad.
Die sieben Hapag-Dampfer der „Prinz“-Klasse, u. a. auch die Prinz Eitel Friedrich fuhren in dem Atlas-Dienst ab New New York in die Karibik-Häfen. Neben den rund 100 Passagieren der Ersten Klasse beförderten auch sie kleinere Mengen von Bananen und anderen tropischen Früchten. Fünf Schiffe waren mit 5.000 BRT und die anderen beiden waren mit rund 6.000 BRT vermessen. Sie genossen den Ruf, die besten Schiffe in diesem Fahrtgebiet zu sein. Je zwei der Hapagschiffe, die Sarnia und Sibiria wurden für den Bananentransport umgebaut und die Emil L. Boas sowie die Carl Schurz waren Neubauten. Daher wurden für die United Fruit Company die Hapag-Schiffe im Atlas-Dienst der Maßstab für die Konstruktionspläne und Ausführungen der eigenen großen neuen Bananenschiffe.